# Parafia Wniebowzięcia Najświętszej Maryi Panny w Zachowicach
Parafia Wniebowzięcia Najświętszej Maryi Panny w Zachowicach – znajduje się w dekanacie Sobótka w archidiecezji wrocławskiej. Erygowana w XIII wieku.
Obsługiwana przez księży archidiecezjalnych. Jej proboszczem jest ks. mgr Stanisław Kulig RM.

## Parafialne księgi metrykalne
| Księgi metrykalne | Okres ewidencji |
| ----------------- | --------------- |
| chrztów           | 1945 –          |
| ślubów            | 1945 –          |
| zgonów            | 1945 –          |